# Madeleinea ludicra
Madeleinea ludicra is een vlinder uit de familie van de Lycaenidae. De wetenschappelijke naam van de soort werd in 1890 als Lycaena ludicra gepubliceerd door Gustav Weymer.
De soort komt voor in Chili.